# Страна Лимония (песня)
«Страна́ Лимо́ния» — шуточная песня группы «Дюна», первоначально выпущенная на одноимённой макси сингле 1990 года. Написана Сергеем Катиным. Первый по времени хит и одна из самых известных песен группы.

## Происхождение названия
Жаргонное словечко «Лимония» восходит к слову «лимон» (миллион обесценившихся рублей), появившемуся в первые годы НЭПа как одно (наряду с ранее, в годы Гражданской войны появившейся Совдепией) из иронических наименований Советской России. Оно подчёркивало как разруху (инфляцию), так и барыжническую сущность нэповских порядков. Позднее, при сворачивании нэпа «Лимонией» стали называть круги (приблатнённых, спекулянтов), где сохранялись «товарно-денежные отношения» и просто водились деньги, а также воспоминания о нэпе.
«Страна Лимония» упоминается В. С. Высоцким в песне «Баллада о детстве» 1975 года. Смысл строки Высоцкого — возвращение с трофеями воинов — победителей.
Страной Лимонией неофициально именовали со второй половины 1940-х годов один из жилых районов бывшего подмосковного города Кунцево (ныне в черте Москвы)[значимость факта?].

## История
В 1988 году группу «Дюна», исполнявшую первое время хард-рок, покидают гитарист Дмитрий Четвергов, барабанщик Андрей Шатуновский и вокалист Андрей Рублёв. Оставшиеся Виктор Рыбин и Сергей Катин решают изменить стиль и сценический образ группы. В то время Сергей Катин написал шуточную песню «Страна Лимония». По воспоминаниям Виктора Рыбина: «тогда наша страна и была „этой страной“… все музыканты тогда писали песни „между строк“. Конечно, мы пели про зарубежные чудеса, как заработать денег… это потом она стала …смешной… Мы были не весёлые, а колючие… русские кактусы. Мы такими и остались, любого артиста делает публика».
В том же году песня попала в репертуар Ларисы Долиной, которая исполнила её в программе «Музыкальный ринг». По словам Виктора Рыбина: «Серёжа ей подсунул эту песню и она её исполнила на „Музыкальном Ринге“. Резонанса песня не получила… тюнинг не подошёл ей. Серёжа это сделал втихаря… Я включаю ТВ — и вижу… ему звоню — не отвечает…».
6 января 1989 года в эфире популярной телепрограммы «Музыкальный лифт» появился видеоклип «Дюны» на песню «Страна Лимония». 12 следующих месяцев «Дюна» не пела ничего, кроме этого шлягера, пока в декабре того же года появились песни «Фирма» («Я не знаю круче слова…») и «Дай-дай!». На них, а также на «лимонный» хит «Дюна» сняла по настоящему клипу.
В 1990 году «Страну Лимонию» взяли в программу «Песня года», а государственная фирма «Мелодия» выпустила виниловую сорокапятку группы «Страна Лимония», в которую вошли 8 песен.
В 1991 году альбом был переиздан уже на обычной долгоиграющей грампластинке. К восьми прежним песням добавилось четыре новых, в том числе провокационная «Привет с Большого Бодуна».

## Музыканты
Согласно официальному сайту группы, альбом 1990 года записывали (кто конкретно играл и пел в какой песне, не уточняется):
- Сергей Катин — вокал, бас-гитара, клавишные
- Виктор Рыбин — вокал, ударные
- Валерий Жуков — вокал, компьютер
- Альберт Романов — вокал, гитара, гармонь